# Пуласки (Џорџија)
Пуласки (Џорџија) (енгл. Pulaski) град је у америчкој савезној држави Џорџија. По попису становништва из 2010. у њему је живело 266 становника.

## Демографија
Према попису становништва из 2010. у граду је живело 266 становника, што је 5 (1,9%) становника више него 2000. године.
| Група             | 2000.       | 2010.       |
| Белци             | 126 (48,3%) | 164 (61,7%) |
| Афроамериканци    | 71 (27,2%)  | 61 (22,9%)  |
| Азијати           | 0 (0,0%)    | 0 (0,0%)    |
| Хиспаноамериканци | 58 (22,2%)  | 41 (15,4%)  |
| Укупно            | 261         | 266         |